# Крем карамел
Крем карамел (на френски: crème caramel), също флан или карамелен пудинг, е десерт от яйчен крем със слой от мек карамел, за разлика от крем брюле, който е пудинг с твърд карамелен слой. Разпространен е из цял свят и се приготвя в повечето европейски ресторанти. Към края на XX век крем карамелът започва да намира място в много менюта на европейски ресторанти, вероятно поради удобството, че може голямо количество от него да се приготви предварително и да се съхранява до момента, когато е нужен.

## Етимология
Крем карамел и флан са френски наименования, но флан вече е придобило различно значение в различни географски региони.
В испаноговорещите страни флан се отнася за крем карамел. В началото се използва само в Испания, но впоследствие добива популярност и в САЩ сред латиноамериканците. В другите части на света фланът представлява вид тарт.
Съвременна дума флан произлиза от старофренското flaon, което произлиза от средновековната латинска дума fladonem, получена от древногорнонемското flado – вид плоска торта.

## Начин на приготвяне и сервиране

### Приготвяне
Крем карамелът е разновидност на обикновения яйчен крем, при който захарен сироп под вида на карамел се излива във формите, преди да се добави основата на крема. Карамелът обикновено се прави от разтопена захар до тъмнозлатист цвят. Плътността на крема зависи от количеството яйчен белтък. Пече се при умерена температура, обикновено във водна баня върху печка или във фурна. Обръща се и се сервира с карамела отгоре. Обръщането на големи съдове изисква внимание, тъй като кремът лесно се разцепва. Готвенето на по-големи порции също изисква внимание, тъй като вътрешността може да остане недопечена, а външността да се препече. Затова, често крем карамелът се приготвя и сервира в шолички.

### Имитации
Имитация на крем карамел може да се приготви от „инстантен карамелен прах“, който се сгъстява с агар-агар или карагенан, вместо с яйца.

## Регионални разнообразие

### Индия
Крем карамелът е популярен, особено в големите крайбрежни градове и бивши португалски колонии като Гоа, Даман и Диу. Той е важен елемент в менютата на ресторантите на плажните курорти по индийското крайбрежие и се приготвя редовно в домакинствата на някои общества.

### Япония
Пакетираният крем карамел е широко разпространен в магазините за удобства, под името пурин (プリン) (т.е. „пудинг“) или крем пудинг. Същият десерт може да се намери и в тайванските магазини.

### Малайзия
Крем карамелът е много популярен десерт в Малайзия. За пръв път е внесен в страната от португалците през XVI век, а в днешно време се продава целогодишно. Често се сервира в ресторанти, кафенета, хотели и дори на рамазанови базари за преустановяване на постите.

### Филипини
Във Филипините крем карамелът се нарича лече флан (буквално „млечен флан“), което е по-тежък вариант, приготвен с кондензирано мляко и повече яйчни жълтъци. Лече фланът обикновено се задушава на огън или печка. Той е важен десерт на празничните трапези.
Съществува и още по-тежка вариация, наречена тосино дел сиело (буквално „небесен бекон“), която е подобна, но съдържа значително повече жълтъци и захар.

### Виетнам
Крем карамелът е внесен от французите и е често срещан във Виетнам. Има различни наименования в Северен и Южен Виетнам. Понякога отгоре се полива с кафе.

### Латинска Америка
В Аржентина, Чили, Перу и Уругвай крем карамелът обикновено се яде със сгъстено мляко. Също така, в повечето екваториални и карибски държави е разпространено и добавянето на кокосово кондензирано мляко.

#### Бразилия и Венецуела
В Бразилия и Венецуела често се приготвя с кондензирано мляко. Венецуелската вариация се нарича кесийо (буквално „малко сирене“), а в Бразилия – пудим де лейте конденсадо (буквално „пудинг от кондензирано мляко“).

#### Куба
Кубинският флан се приготвя, като се добавят белтъците на две яйца и пръчица канела. Подобно кубинско ястие е „Копа лолита“ – малък флан, сервиран с една или две лъжици ванилов сладолед. Среща се и с топинг от кокос или ром.

#### Доминиканска република
В Доминиканската република се използват само жълтъци и се смесват с ванилия и кондензирано мляко. Фланът с кокос се нарича кесийо.

#### Мексико
В Мексико има вариация на флан, наречена „Флан наполитано“, при която се добавя крема сирене, за да се получи повече крем.

#### Пуерто Рико
Пуерториканският флан е базиран на кокоса и се нарича флан де коко. Приготвя се с кондензирано мляко и кокосово мляко. Пяната от бити яйца се използва за да се направи сместа по-лека. Сервира се с канела, ром и ванилия. Покрай Денят на благодарността често се добавя тиква, пюре от ямс, джинджифил и подправки към кокосовия флан. Флан, също така, се приготвя от кокосово мляко и гуава.